# نیوزیلند لیسنر
شنونده نیوزیلند (انگلیسی: The New Zealand Listener) یک مجله هفتگی نیوزیلندی است که زندگی سیاسی، فرهنگی و ادبی نیوزیلند را با موضوعات متنوعی از جمله وقایع جاری، سیاست، معضلات اجتماعی، سلامتی، تکنولوژی، هنر، غذا، فرهنگ و سرگرمی پوشش می‌دهد. در ژوئن ۲۰۲۰، مرکیوری کپیتال این مجله را به عنوان بخشی از خرید دارایی‌های سابق بائر مدیا استرالیا و نیوزیلند خریداری کرد.